# Eclipsa de Soare din 15 februarie 1961

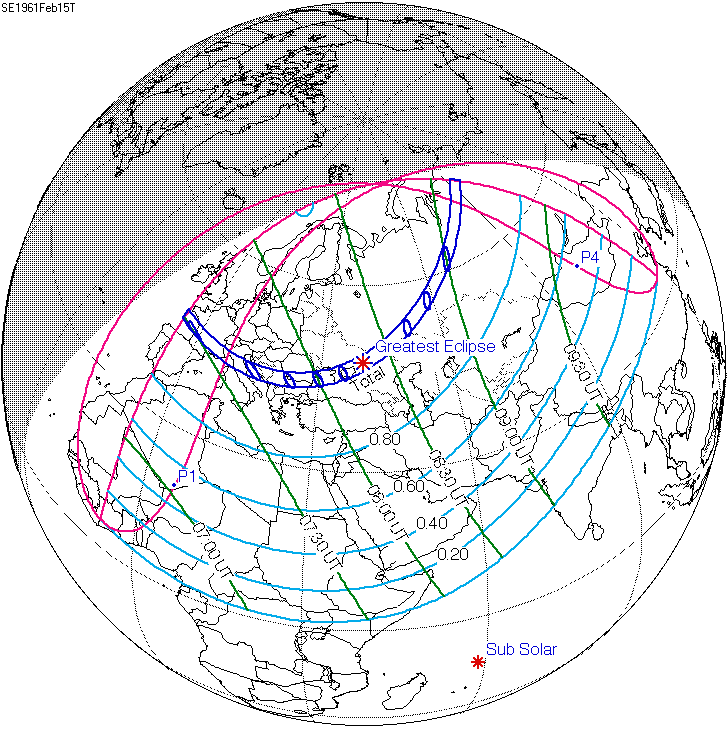
Eclipsa de Soare din 15 februarie 1961

Eclipsa totală de Soare din 15 februarie 1961 a fost vizibilă și de pe teritoriul României. 

S-a produs acum 64 ani, 38 zile.

## O eclipsă „europeană”
A fost eclipsa totală « europeană » care a precedat ultima eclipsă totală de Soare din secolul al XX-lea, din 11 august 1999. 

Banda de totalitate a început în largul coastelor franceze la Oceanul Atlantic. A trecut în sudul Franței, în nordul Italiei, apoi în Iugoslavia, România, în continuare în fosta Uniune Sovietică: Republica Sovietică Socialistă Ucraineană, apoi în Republica Sovietică Federativă Socialistă Rusă, unde a avut maximul, într-un punct având coordonatele geografice 47° 04′ latitudine nordică, 40° longitudine estică, în apropierea orașului Novocerkassk. Banda de totalitate s-a terminat, după-amiaza târziu, spre nordul Siberiei, lângă Lacul Piasino.

## Eveniment
Această eclipsă a fost folosită în turnarea filmului italo-american Barraba, de Richard Fleischer (cu Anthony Quinn, în rolul titular), în scena crucificării Mântuitorului.
Filmările s-au făcut în localitatea italiană Roccastrada din Toscana, aflată pe banda de totalitate.
Eclipsa din 15 februarie 1961 a inspirat alte două filme celebre: L'Eclisee (în română: Eclipsa) de Michelangelo Antonioni și Mille bolle blu de Leone Pompucci.

## Filatelie

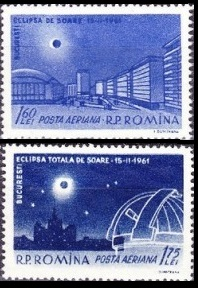
Mărci poștale românești emise în 1961, pentru comemorarea eclipsei totale de Soare din 15 februarie 1961

Pentru comemorarea eclipsei totale de Soare din 15 februarie 1961, serviciile poștale române au pus în circulație două mărci poștale: o marcă poștală cu valoarea nominală de 1,60 lei (ROL) și o marcă poștală cu valoarea nominală de 1,75 lei (ROL).